# Блаас, Карл фон
Карл фон Блаас или Карл де Блаас (нем. Karl von Blaas; 28 апреля 1815, Наудерс в Тироле — 19 марта 1894, Вена) — известный австрийский художник, работавший в историческом жанре позднего бидермайера. Педагог, профессор академий изобразительных искусств Вены (1851) и Венеции (1855).

## Биография
Родился в небогатой семье. Заметив ранние таланты Карла в рисовании, родственники, в первую очередь, его дядя по матери — барон Франц Ксавьер Путшер фон Ешенбург (1768—1841), в будущем покровитель молодого художника, смогли отправить его в 1832 году на учёбу в Инсбрук, а затем в Италию, где он окончил Венецианскую академию изящных искусств (итал. L'Accademia di Belle Arti di Venezia). Ученик Людовико Липпарини.
В марте 1837 года Карл написал в Венеции свою первую большую историческую картину «Моисей на горе Синай» за которую получил Римский приз Академии Вены и пятилетний грант для поездки в столицу Италии. В том же году художник отправился в Рим.
Несколько лет он прожил во Флоренции и Риме, где на него большое влияние оказало творчество Иоганна Фридриха Овербека, особенно фрески, выполненные мастером.
Уже в 20-летнем возрасте, благодаря нескольким наградам, полученным на художественных выставках Венеции, стал пользоваться широкой популярностью, как талантливый портретист и мастер исторической живописи.
В 1851 году К. Блаас принял предложение занять должность профессора исторической живописи Венской академии изобразительных искусств. В этот период им созданы фрески для столичного костела Altlerchenfelder Pfarrkirche и Военно-исторического музея в Вене.
В 1855 году картина художника «Карл Великий посещает школу мальчиков» была удостоена премии на Всемирной выставке в Париже. В том же году семья художника переехала в Венецию, где Карл фон Блаас стал профессором Королевской академии изящных искусств Венеции.
К. Блаас — самый старший представитель семейства известных австрийских художников Эжена де Блааса и Юлиуса де Блааса.

## Творчество
К. Блаас — исторический живописец и жанрист, писал полотна также на мифологические и религиозные темы, портреты. Исторические картины художника пользовались большим успехом у австро-венгерской аристократии и представителей императорской габсбургской семьи, а также итальянских заказчиков.
Главным трудом Карла фон Блааса являются фрески с важнейшими сценами из истории Австрии в Зале славы венского Военно-исторического музея.
Среди его учеников в Венской академии был художник-ориенталист Леопольд Карл Мюллер.
Его сыновья Эжен де Blaas (1843—1931) и Юлиус фон Blaas (1845—1922) были также жанр и исторический живописец.
В 1895 году одна из улиц девятнадцатого района Вены — Дёблинга была названа в его честь Blaasstraße.

## Избранные работы
- Фрески в Зале Славы Военно-исторического музея, Вена
- «Путешествие Иакова через пустыню» (1841),
- «Ангелы, несущие Святую Екатерину» (1841),
- «Святая Елизавета» (1839),
- «Святое семейство»,
- «Иоанн Креститель»,
- «Самсон и Далила»,
- «Посещение»
- «Въезд императора Франца I в Вену в июне 1814 года» (1869, Военно-исторический музей, Вена) и др.

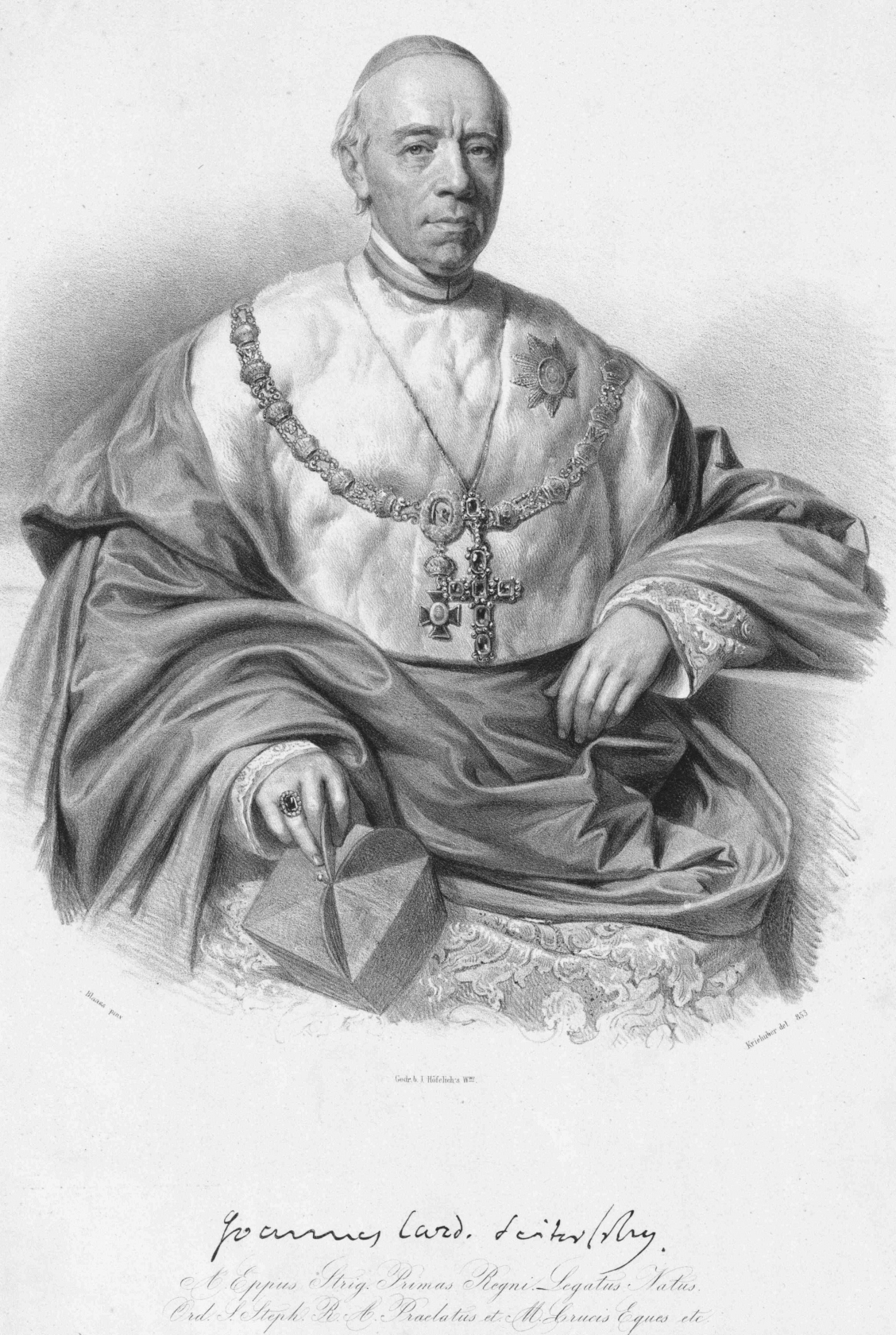
Портрет кардинала Яноша Щитовского
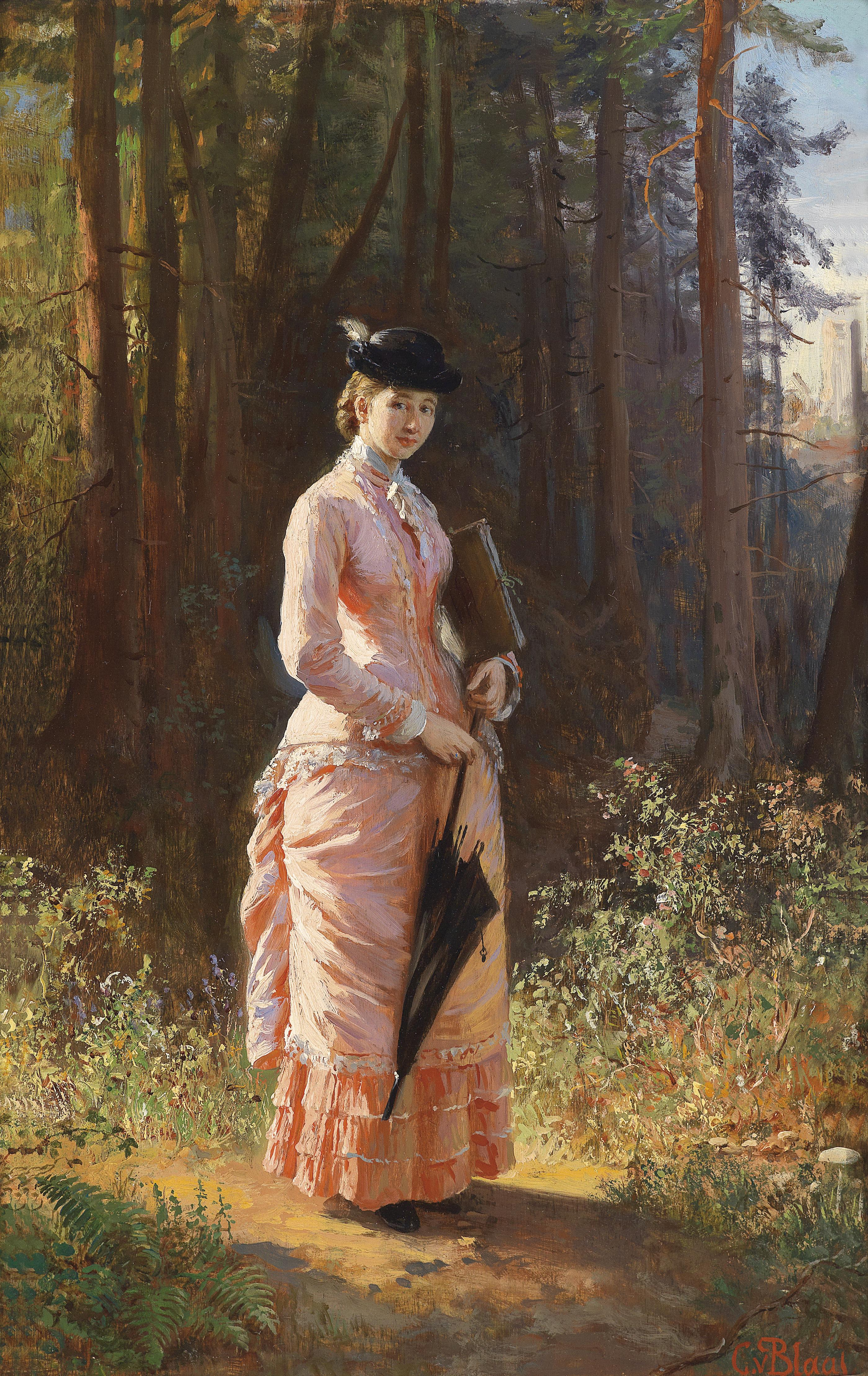
Дама с зонтиком и папкой для эскизов
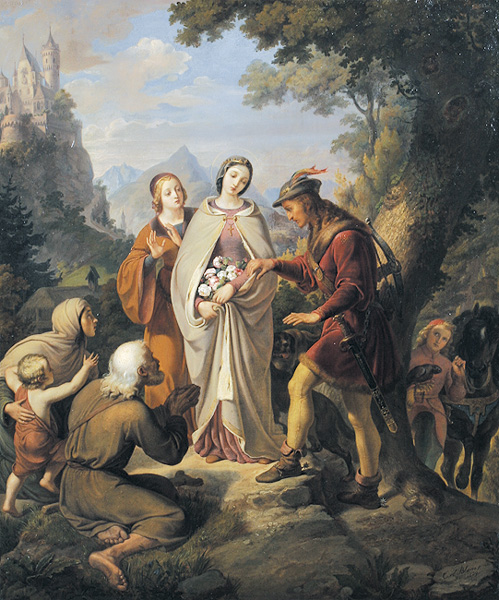
Святая Елизавета
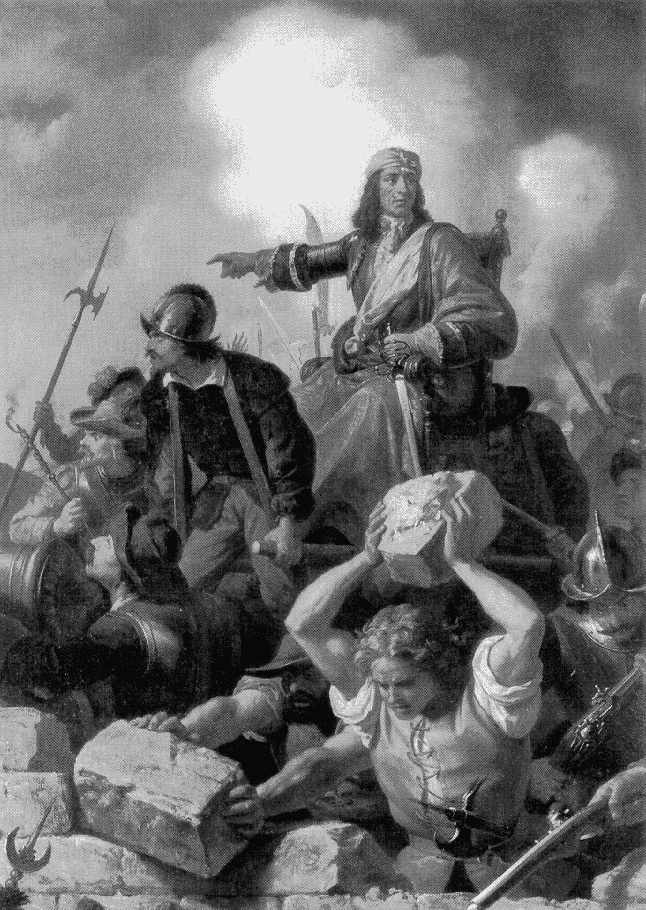
Оборона Вены от турок в 1863 г.
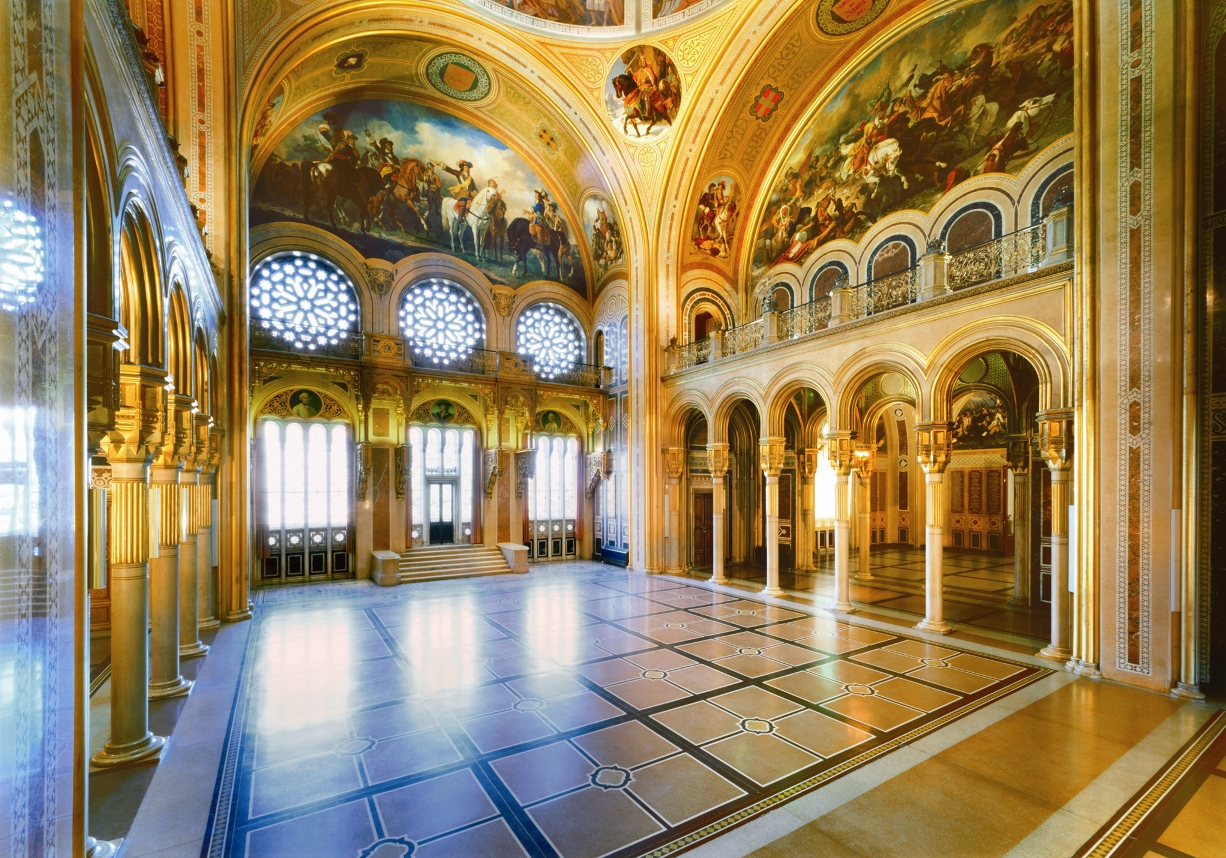
Фрески в Военно-историческом музее (Вена)
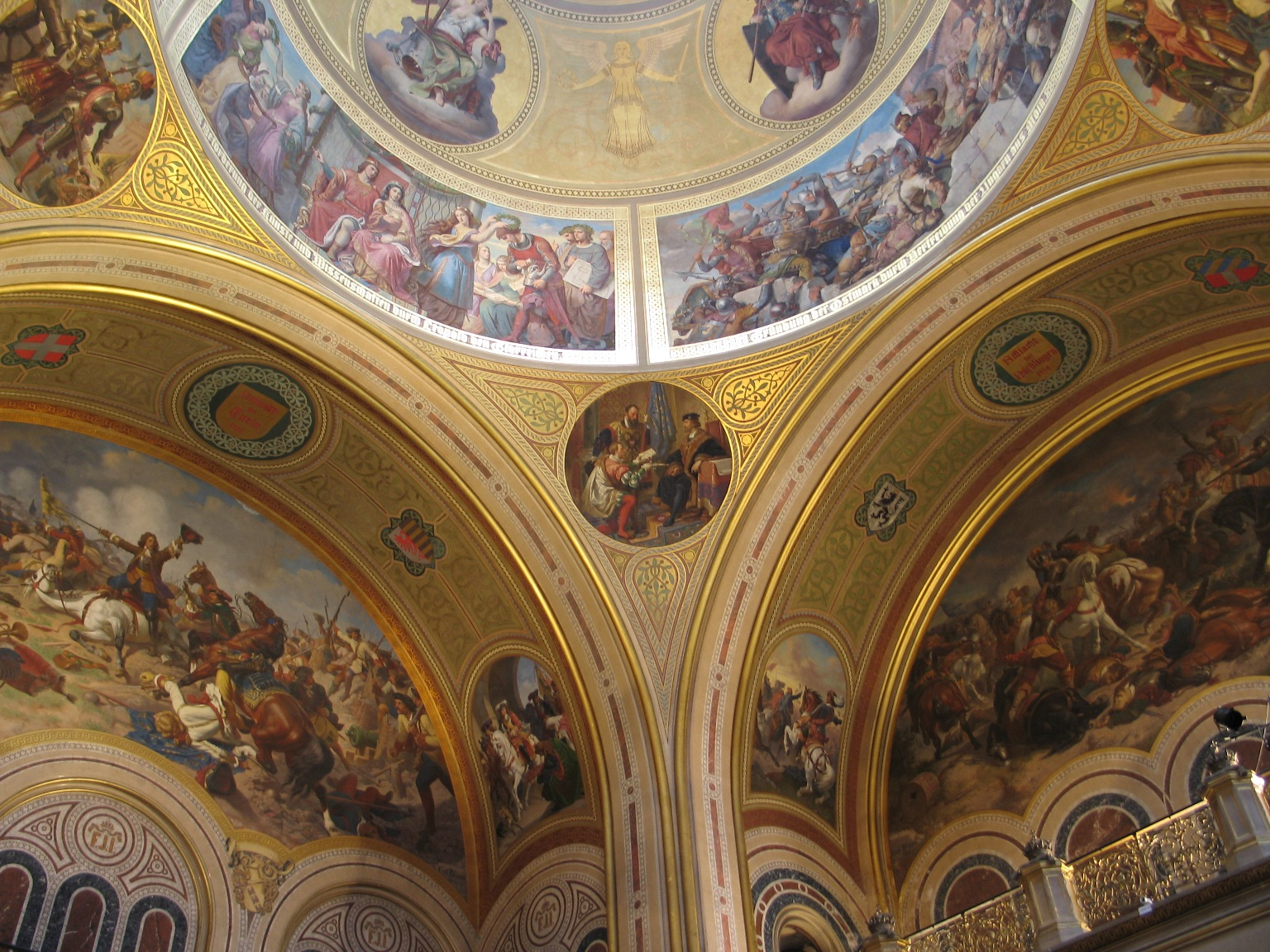
Фрески в Военно-историческом музее (Вена)